# 파에투사

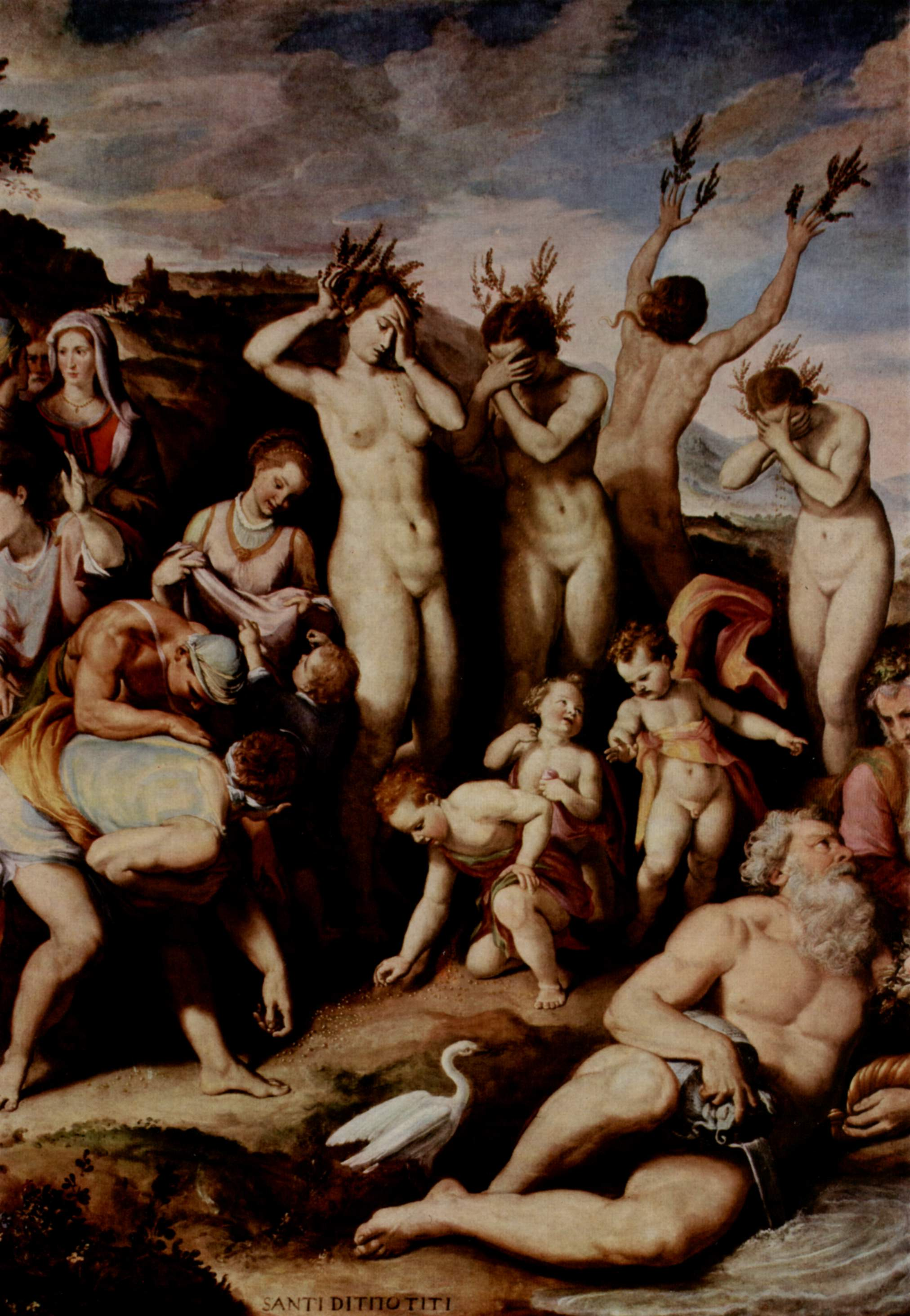

파에투사(그리스어: Φαέθουσα, Phaethusa 또는 Phaëtusa)는 그리스 신화에서 빛나는 태양의 의인화된 신인 헬리오스와 네아이라의 딸이다. 파에투사는 그녀의 자매인 람페티에와 함께 트리나키아의 가축떼를 지켰다.